# Улуг-Хемський вугільний басейн
Улуг-Хемський вугільний басейн — розташований у Туві біля м. Кизил.
Площа басейну 2.1 тис. км². Потужність вугленосної товщі 1500 м. Загальна кількість пластів 57, робочої потужності — 10. Потужність пластів: середня — 1…2 м, максимальна — 12 м.
Ресурси басейну — 14,2 млрд т (2003), вугілля спікливе, газове і жирне. Переважають малосірчисті різновиди з високим вмістом вітриніту. Родовище має сприятливі для видобутку гірничо-геологічні умови. Розробка стримується відсутністю залізниці, що зв'язує басейн із промисловими районами.